# Aristolochia elegans

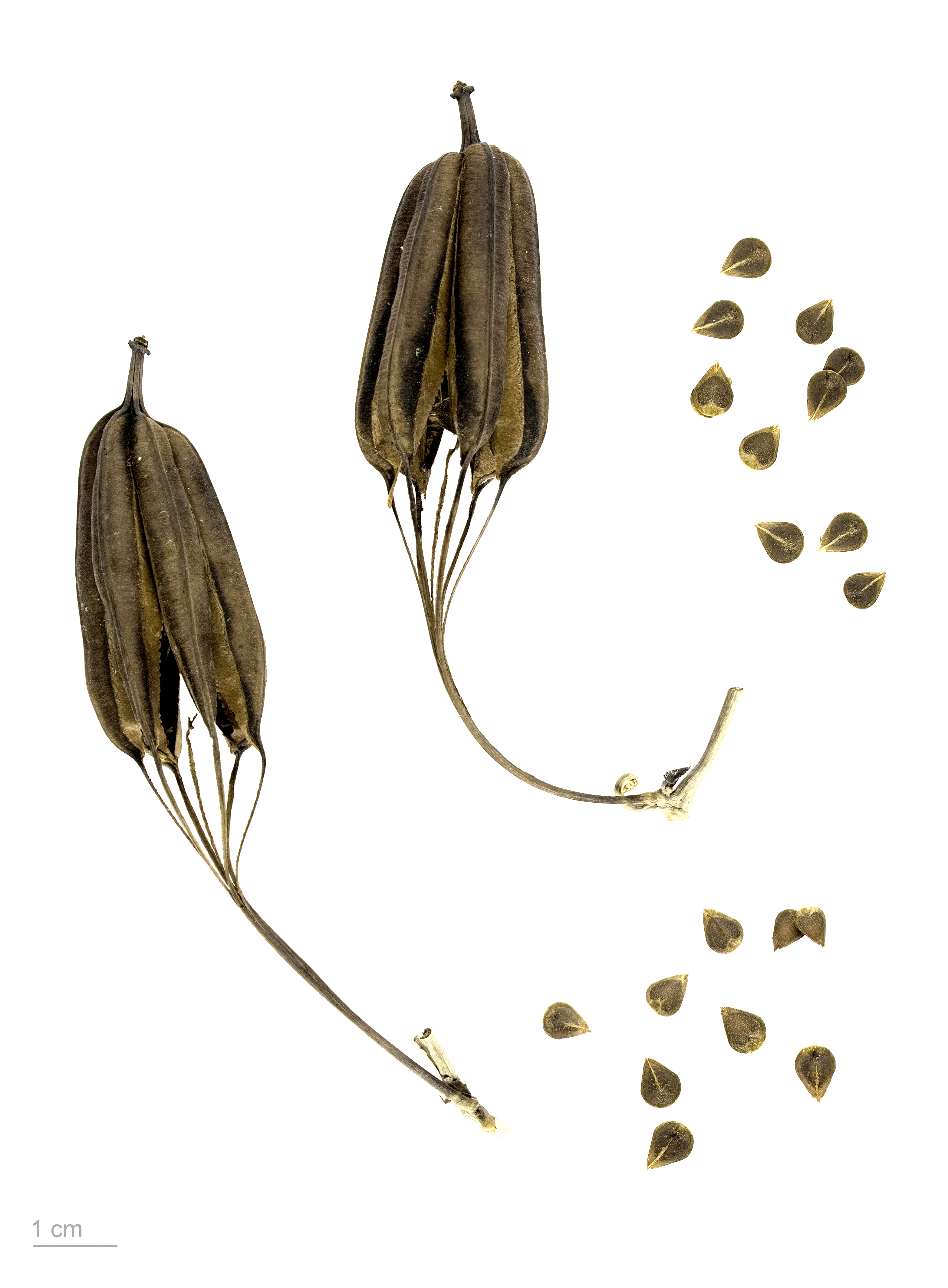
Aristolochia elegans

Aristolochia elegans là một loài thực vật có hoa trong họ Aristolochiaceae.